# Selva di Val Gardena
Selva di Val Gardena (ladinsky Sëlva, německy Wolkenstein in Gröden) je město v Jižním Tyrolsku v severní Itálii, ve kterém žije přibližně 2 600 obyvatel. Leží v údolí Val Gardena v Dolomitech v Autonomní provincii Bolzano v Tridentsku-Horní Adiži.

## Geografie
Obec leží nad řekou Rio Gardena, která teče z východu na západ a vlévá se do řeky Isarco poblíž Ponte Gardena. Centrum obce se rozkládá na svazích horských masivů Cir a Sella v Gruppo delle Odle (německy Geislergruppe), v průměrné nadmořské výšce kolem 1563 metrů nad mořem. 

## Administrativní členění
Selva di Val Gardena sestává z vlastní obce a šesti připojených lokalit, kterými jsou: Badia, Campitello di Fassa (TN), Canazei (TN), Corvara in Badia, San Martino in Badia a Santa Cristina Valgardena.

## Názvy
První písemná zmínka o tyrolské obci Silva (latinsky les) pochází z roku 1166, variantami názvu byly Zylve či Cylve, německý název Wolchenstain je poprvé zaznamenán k roku  1237 a označuje jednu z prvních zdejších rodin. V roce 1923 byl úředně schválen název Selva di Gardena, zkracovaný obvykle na Selva. Od roku 1955 platí oficiální italský název Selva di Val Gardena, neoficiální je ladinské Sëiva, v německé jazykové oblasti přetrvává tradiční Wolkenstein in Gröden. 

## Historie

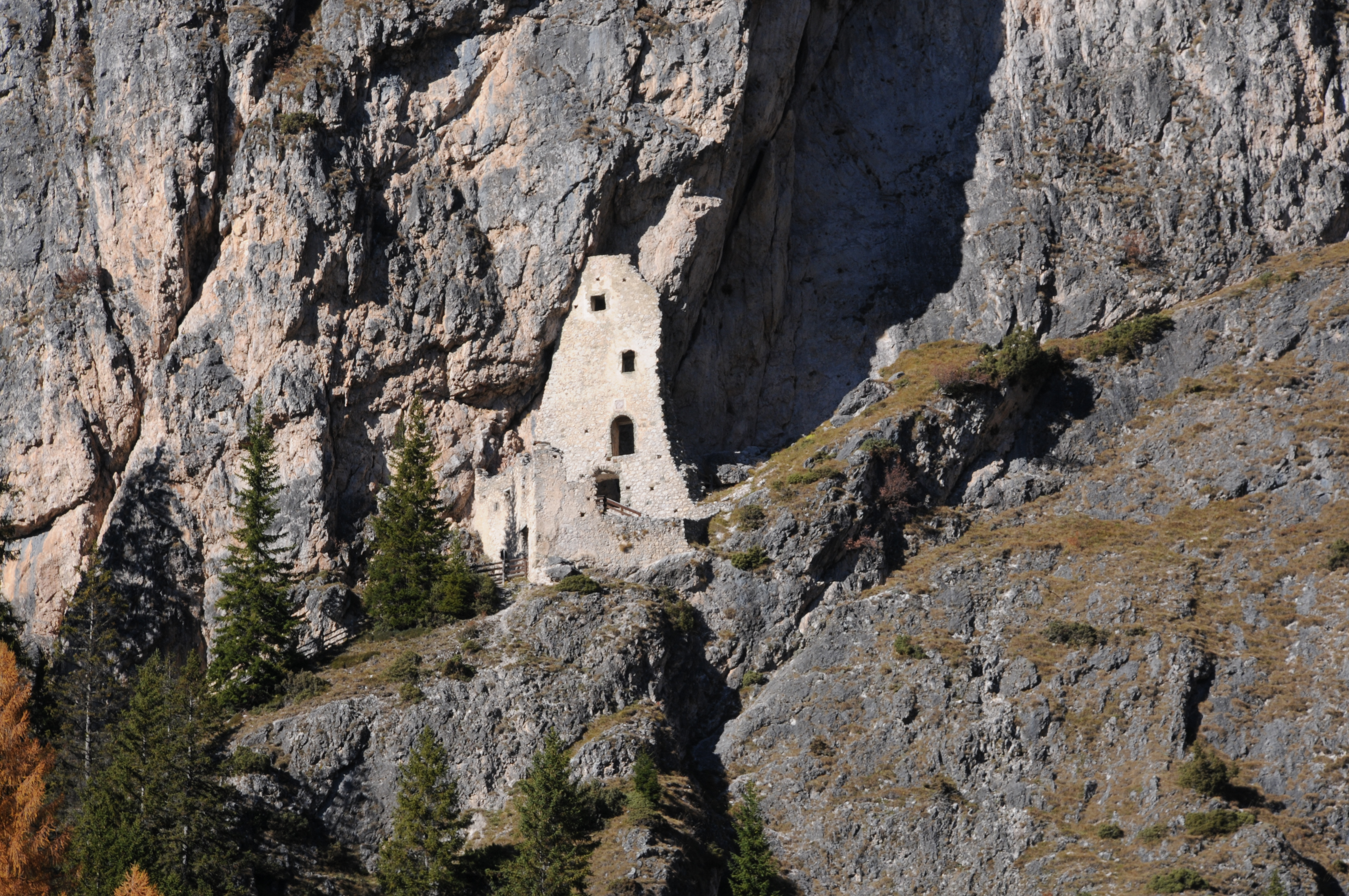
Ruina hradu Wolkenstein

První pravěké osídlení oblasti kmeny sběračů a lovců před 9000 lety dokládají archeologické nálezy kostí a kamenných nástrojů, nalezené pod průsmykem Gardena v letech 1978-1980. Souvislé osídlení je doloženo teprve kolem roku 1200 našeho letopočtu. 
Obec byla chudou horskou osadou pod hradem Wolkensteinem, založeným kolem roku 1220. Roku 1348 obyvatelstvo zdecimovala epidemie moru. Roku 1503 byla postavena první lesní kaple Panny Marie, roku 1517 na jejím místě kamenný kostel. Roku 1670 byla postavena poutní kaple na kopci nad obcí, v oblasti Col dala Pelda.
Roku 1809 byly dosud samostatná  patrimoniální správa a soud sloučeny s Castelrotto. V letech 1822-1949: byla také farní správa podřízena děkanství v Castelrotto.

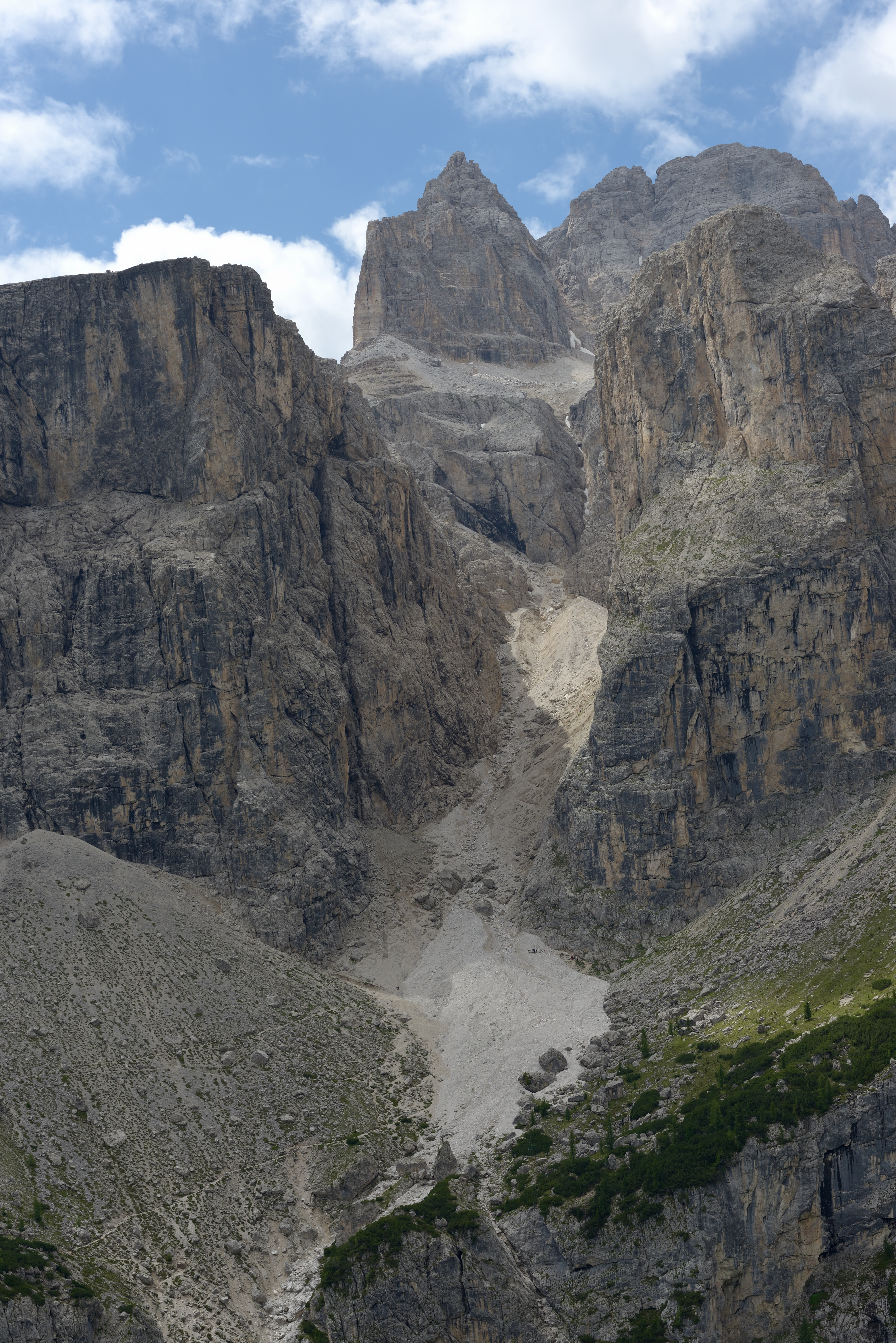
Val Setus v masivu Sella

V letech 1853-1856 dal starosta obce Ortisei Johann Baptist Purger postavit první silnici mezi mostem v Selvě a Ortisei. Pracovali na ní obyvatelé obcí Selva a  Santa Cristina

Castel Gardena

Hlavní oltář kostela Nanebvzetí Panny Marie, řezby zdejších mistrů, obraz poutní pasovské madony

Obyvatelé se tradičně zabývali řezbářstvím, které se dosud studuje na střední uměleckoprůmyslové škole v Ortisei, kterou založil člen zdejší rodiny Demetzů. V Selvě založili roku 1908 Rakušané Uměleckoprůmyslovou školu (Kunstschule).
Horolezci a turisté vyhledávali oblast Val di Gardeny od druhé poloviny 19. století. Roku 1869 podnikl vídeňský horolezec Paul Grohmann prvovýstup na Sassolungo (3 181 m n. m.). Alpské horské chalupy byly postupně nahrazovány novostavbami vil, penzionů a hotelů. Během 20. století se Selva stala střediskem zimních sportů a letní rekreace. Až do roku 1960 oblast od obce Klausen spojovala vysokohorská železnice Val Gardena, kterou za první světové války postavili ruští váleční zajatci.

## Památky
- Ruina hradu Wolkenstein,  založen ve skalní průrvě kolem roku 1220, v roce 1223 se připomíná Heinrich de Kastelruth; od roku 1237 předkové rodu Wolkensteinů: Randolf von Villanders, roku 1380 Wolkensteinové sňatkem získávají hrady Castel Forte (Trostburg) a Castelvecchio (hrad Hauenstein); stavba byla roku 1525 pobořena kameny, padajícími ze zvětralých skal, již nebyla obnovena
- Kostel  Nanebevzetí Panny Marie- novogotický farní chrám z roku 1872, postavený na místě zbořeného malého kostela gotického (stojícího od roku 1517 na místě mariánské lesní kaple z roku 1503), hlavní oltář s rokokovým rámem a Pasovskou madonou se zlatými korunkami
- Kaple sv. Silvestra,  s nástěnnou malbou Klanění pastýřů
- Castello Gardena (Fischburg) -zámecká rezidence  z let 1622-1641, s kaplí sv. Odily z poloviny 16. století
- Piciulëi - rezidence ze 2. poloviny 17. století, na fasádě barokní malba Madony (Madonna del Soccorso), v interiéru barokní štuková dekorace, také dřevěné táflování.
- Col del Pelda barokní rezidence
- Villa Gardena – novorenesanční vila z roku 1899, další: Villa Dolomiti, Villa Fossi

## Sport
- Stadion Pranives s tělocvičnou a střelnicí byl otevřen roku 1990.
- Roku 1970 se v okolí obce konalo mistrovství světa v alpském lyžování.
- Každoročně v listopadu se pořádá mezinárodní tenisový turnaj mužů ATP challenger Val Gardena.

## Osobnosti
- Oswald von Wolkenstein  (1377-1445), básník a hudební skladatel
- Carlo Senoner (*1943), lyžař, mistr světa z roku 1966
- Irmengard Senonerová (*1942), emeritní abatyše kláštera cisterciaček Mariengarten
- Mauro Bernardi (* 1957), lyžař